# Autochloris nigridior
Autochloris nigridior là một loài bướm đêm thuộc phân họ Arctiinae, họ Erebidae.